# Linea 1 (metropolitana di Marsiglia)
La linea 1 (in francese Ligne 1 du métro de Marseille) è una linea della metropolitana di Marsiglia che collega la città da nord-est, con capolinea La Rose, ad est, attestandosi al capolinea di La Fourragère, formando un arco che attraversa il centro urbano marsigliese.
Incrocia la linea 2 nelle stazioni di Saint-Charles e Castellane.

## Storia
Nel 1969 fu progettata la costruzione di una metropolitana tra la Rose e la stazione di Marsiglia Blancarde il cui tracciato coincideva pressappoco con quello dell'attuale linea 1.
Dopo una serie di ritardi i lavori di costruzione iniziarono il 13 agosto 1973. Il 26 novembre 1977 un primo troncone della linea, compreso tra le stazioni di La Rose e Saint-Charles, venne inaugurato in pompa magna dal sindaco Gaston Defferre. L'11 marzo dell'anno successivo venne attivato il tratto tra Saint-Charles e Castellane.
Nel 1992 fu attivato il troncone Castellane-La Timone, area della città sede di un importante polo ospedaliero ed universitario. Nel 2010 è stato aperto il tratto di 2,5 km tra La Timone e La Fourragère.

### Le date delle aperture
- 26 novembre 1977: La Rose - Technopôle de Château-Gombert - Saint-Charles
- 11 marzo 1978: Saint-Charles - Castellane
- 5 settembre 1992: Castellane - La Timone
- 5 maggio 2010: La Timone - La Fourragère